# Општина Фрумушани (Калараш)
Фрумушани (рум. Frumuşani) општина је у Румунији у округу Калараш.
Oпштина се налази на надморској висини од 59 m.